# La lucida follia di Marco Ferreri
Pour plus de détails, voir Fiche technique et Distribution.
La lucida follia di Marco Ferreri est un film documentaire italien sur le cinéaste Marco Ferreri réalisée par Anselma Dell'Olio et sorti en 2017.
En 2018, le film remporte le David di Donatello du meilleur documentaire.

## Fiche technique
- Titre original allemand : La lucida follia di Marco Ferreri[2]
- Réalisation : Anselma Dell'Olio
- Scénario : Anselma Dell'Olio
- Photographie : Ennio Guarnieri
- Montage : Stuart Mabey
- Musique : Alessandro Micalizzi
- Société de production : Fenix Entertainment, Nicomax Cinematografica
- Pays de production :  Italie
- Langue originale : italien
- Format : couleurs et noir et blanc
- Genre : Film documentaire
- Durée : 77 minutes
- Date de sortie :
  - Italie : 27 novembre 2017

## Distribution
- Isabelle Huppert : elle-même
- Sergio Castellitto : lui-même
- Roberto Benigni : lui-même
- Hanna Schygulla : elle-même
- Ornella Muti : elle-même
- Andréa Ferréol : elle-même
- Philippe Sarde : lui-même
- Radu Mihăileanu : lui-même
- Dante Ferretti : lui-même
- Serge Toubiana : lui-même
- Marcello Mastroianni : images d'archives
- Ugo Tognazzi : images d'archives
- Michel Piccoli : images d'archives
- Philippe Noiret : images d'archives
- Marco Ferreri : images d'archives